# East Windsor
East Windsor és una població dels Estats Units a l'estat de Connecticut. Segons el cens del 2005 tenia 10.447 habitants.

## Demografia
Segons el cens del 2000, East Windsor tenia 9.818 habitants, 4.078 habitatges, i 2.556 famílies. La densitat de població era de 144,2 habitants/km².
Per edats la població es repartia de la següent manera: un 22,2% tenia menys de 18 anys, un 6,2% entre 18 i 24, un 33,1% entre 25 i 44, un 23,8% de 45 a 60 i un 14,7% 65 anys o més.
L'edat mediana era de 39 anys. Per cada 100 dones de 18 o més anys hi havia 92,6 homes.
La renda mediana per habitatge era de 51.092 $ i la renda mediana per família de 60.694 $. Els homes tenien una renda mediana de 39.785 $ mentre que les dones 33.446 $. La renda per capita de la població era de 24.899 $. Aproximadament el 3,5% de les famílies i el 4,1% de la població estaven per davall del llindar de pobresa.

## Personatges il·lustres
- Jonathan Edwards (1703 - 1758) teòleg